# Trachystolodes bimaculatus
Trachystolodes bimaculatus är en skalbaggsart som först beskrevs av Kriesche 1924.  Trachystolodes bimaculatus ingår i släktet Trachystolodes och familjen långhorningar. Inga underarter finns listade i Catalogue of Life.